# 2022–2023-as UEFA Nemzetek Ligája
A 2022–2023-as UEFA Nemzetek Ligája a harmadik UEFA Nemzetek Ligája volt, amely az Európai Labdarúgó-szövetség által szervezett labdarúgótorna, amelyen az UEFA-tagsággal rendelkező 55 ország felnőtt férfi labdarúgó-válogatottjai vehetett részt. A csoportkör mérkőzéseit 2022 júniusában és szeptemberében, az egyenes kieséses szakaszt 2023 júniusában, az osztályozókat 2024 márciusában játszották.

## Lebonyolítás
Az 55 UEFA-tagország nemzeti válogatottjait négy ligára osztották, az A, B és C ligákban 16 csapat, ezeken belül négy csoportban, egyenként négy csapat szerepelt. A D ligában 7 csapat vett részt, amelyet két csoportra osztottak, az egyikben négy, a másikba három csapat szerepelt. A csapatok a 2020–2021-es kiírás összesített rangsora alapján kerültek az egyes ligákba. Mindegyik csapat hat mérkőzést játszott a csoportjában, kivéve a D liga egyik csoportját, amelyek csak négyet. A csapatok oda-visszavágós körmérkőzést játszottak dupla játéknapokon 2022 júniusában és szeptemberében.
Az A liga négy csoportjának győztese jutott be a 2023 júniusában rendezendő egyenes kieséses szakaszba, ahol négy mérkőzés volt: két elődöntő, a bronzmérkőzés és a döntő. Az elődöntők párosítását sorsolással döntötték el. A négyes döntő helyszínét a négy továbbjutó csapat közül választották ki. Az A liga győztese nyerte az UEFA Nemzetek Ligáját.
A csapatok a helyezések alapján feljutottak, illetve kiestek a magasabb, illetve az alacsonyabb ligába. Három ligából, a B, C és D ligákból a csoportgyőztesek feljutottak, míg az A és B ligákban a csoportutolsók kiestek. Miután a C ligában négy csoport volt, a D ligában pedig kettő, ezért a C ligában eredetileg a kieső két csapatot osztályozóval döntötték volna el 2024 márciusában. Azonban Oroszország folyamatban lévő felfüggesztése és a C liga 16 csapatos létszámának biztosítása érdekében az összesített rangsor alapján csak az utolsó két csapat játszott osztályozót. Oroszországot kizárták a 2024–25-ös kiírásból. Az osztályozón a magasabban rangsorolt csapat játszott pályaválasztóként a második mérkőzésen.

### Rangsorolás a csoportban
Ha két vagy több csapat azonos pontszámmal állt egy csoportban, a sorrendet a következő pontok alapján határozták meg:
1. több szerzett pont az azonosan álló csapatok között lejátszott mérkőzéseken;
2. jobb gólkülönbség az azonosan álló csapatok között lejátszott mérkőzéseken;
3. több szerzett gól az azonosan álló csapatok között lejátszott mérkőzéseken;
4. Ha az 1–4. pontok alapján a csapatok továbbra is azonosan állnak, akkor az 1–4. pontokat újra alkalmazni kell ameddig a sorrend nem dönthető el.[a 1] Ha ez sem dönt, akkor a 5–11. pontok döntenek a sorrendről;
5. jobb gólkülönbség az összes mérkőzésen;
6. több szerzett gól az összes mérkőzésen;
7. több idegenben szerzett gól az összes mérkőzésen;
8. több győzelem az összes mérkőzésen;
9. több idegenben szerzett győzelem az összes mérkőzésen;
10. alacsonyabb fair play pontszám (1 pont egy sárga lap, 3 pont a két sárga lap utáni piros lap, 3 pont egy azonnali piros lap, 4 pont egy sárga lap utáni azonnali piros lap);
11. jobb helyezés a 2022–2023-as UEFA Nemzetek Ligája kiemelésekor.

Megjegyzés
1. ↑  Ha két vagy több csapat azonos pontszámmal áll, akkor az 1–4. pontokat alkalmazzák. Ezt követően több csapatnak eldönthető a sorrendje, de nem biztos, hogy mindegyiknek. Ha például három csapat áll azonos pontszámmal, és az első négy pont alapján csak az egyik csapat helyezését lehet eldönteni, akkor a másik kettő még azonosan áll. Ebben az esetben a maradék két csapatra nézve újra az 1. ponttól kezdve kell eldönteni a helyezésüket.

### Rangsorolás a ligában
A csapatok ligában elfoglalt helyezéseit a következő pontok alapján határozták meg:
1. helyezés a csoportban;
2. magasabb pontszám;
3. jobb gólkülönbség;
4. több szerzett gól;
5. több idegenben szerzett gól;
6. több győzelem;
7. több idegenben szerzett győzelem;
8. alacsonyabb fair play pontszám (1 pont egy sárga lap, 3 pont a két sárga lap utáni piros lap, 3 pont egy azonnali piros lap, 4 pont egy sárga lap utáni azonnali piros lap);
9. jobb helyezés a 2022–2023-as UEFA Nemzetek Ligája kiemelésekor.

A B és D ligában lévő csapatok rangsorolásához a negyedik helyezettek elleni eredményeket nem kellett figyelembe venni.
A Nemzetek Ligája döntője után az első négy csapat esetében a következő lesz a sorrend:
1. A döntő győztese az 1. helyezett
2. A döntő vesztese a 2. helyezett
3. A bronzmérkőzés győztese a 3. helyezett
4. A bronzmérkőzés vesztese a 4. helyezett

### Összesített rangsorolás
Az összesített rangsorolást a következők alapján állapították meg:
1. Az A liga 16 csapata az 1–16. helyezést kapta, a ligában elfoglalt helyezése szerint.
2. A B liga 16 csapata a 17–32. helyezést kapta, a ligában elfoglalt helyezése szerint.
3. A C liga 16 csapata a 33–48. helyezést kapta, a ligában elfoglalt helyezése szerint.
4. A D liga 7 csapata a 49–55. helyezést kapta, a ligában elfoglalt helyezése szerint.

### A 2024-es Európa-bajnokság selejtezője
A selejtező csoportköre 2023 márciusától novemberig tartott, egyúttal döntött arról, hogy a 23-ból melyik 20 csapat jutott ki közvetlenül a 2024-es labdarúgó-Európa-bajnokságra és csatlakozott a rendező Németországhoz. A Nemzetek Ligája csoportköreinek befejezése után az 54 csapatot 10 csoportba sorsolták, melyből 6 darab ötcsapatos, 4 darab hatcsapatos volt. Az UEFA Nemzetek Ligája négyes döntőjébe jutó csapatok ötcsapatos csoportba kerültek. A sorsoláshoz a kiemelés a 2022–2023-as UEFA Nemzetek Ligája összesített rangsorolása szerint történt.
A selejtező csoportkörét követően a maradék három helyet pótselejtezőn döntötték el, amelyre 2024 márciusában került sor. A pótselejtezőre 12 csapat jutott be a Nemzetek Ligája eredményeinek alapján. A csapatokat 3 ágra osztották el, mindegyik ágon négy csapat szerepelt, mindegyik ágról egy csapat jutott ki az Eb-re. A Nemzetek Ligája A, B és C ligáinak csoportgyőztesei automatikusan pótselejtezős kvótát kaptak a saját ligájuk ágára, kivéve ha a selejtezőből kijutottak az Eb-re. Ha egy csoportgyőztes már kijutott az Eb-re, akkor helyette az ugyanabban a ligában legmagasabban rangsorolt csapat kapta a kvótát. Ha már nem volt elég csapat a ligában, akkor először a D liga legjobb csoportgyőztese kapott kvótát, kivéve ha a selejtezőből kijutott az Eb-re. A maradék kvótákat a Nemzetek Ligája összesített rangsorában soron következő legmagasabban rangsorolt csapatok kapták. Azonban a B és C liga csoportgyőztesei nem játszhattak egy magasabb ligában lévő csapattal. Az UEFA az ágak kialakításához fenntartotta a sorsolás lehetőségét is, ha a csapatokat a ligáiktól eltérő ágra kellett helyezni.
A pótselejtező három ága egyenként két elődöntőből és egy döntőből állt (a két elődöntő győztese között). Az 1. helyen rangsorolt csapat a 4. helyen rangsorolt csapattal, a 2. helyen rangsorolt csapat a 3. helyen rangsorolt csapattal mérkőzött, a magasabban rangsorolt csapat játszott hazai pályán. A döntők helyszíneit a két elődöntő párosításából sorsolták. A pótselejtező három ágának három győztese kijutott az Európa-bajnokságra.

## Naptár
Az alábbi táblázat tartalmazza a 2022–2023-as UEFA Nemzetek Ligájának naptárát. Mivel a 2022-es labdarúgó-világbajnokságot az év végén rendezték, a csoportkör mérkőzéseit 2022 júniusában és szeptemberében játszották. A C liga osztályozó mérkőzéseit ugyanakkor játszották, amikor a 2024-es Európa-bajnokság pótselejtezőit.
| Szakasz                  | Forduló       | Dátum                   |
| ------------------------ | ------------- | ----------------------- |
| Csoportkör               | 1. játéknap   | 2022. június 2–4.       |
| Csoportkör               | 2. játéknap   | 2022. június 5–8.       |
| Csoportkör               | 3. játéknap   | 2022. június 8–11.      |
| Csoportkör               | 4. játéknap   | 2022. június 12–14.     |
| Csoportkör               | 5. játéknap   | 2022. szeptember 22–24. |
| Csoportkör               | 6. játéknap   | 2022. szeptember 25–27. |
| Egyenes kieséses szakasz | Elődöntők     | 2023. június 14–15.     |
| Egyenes kieséses szakasz | Bronzmérkőzés | 2023. június 18.        |
| Egyenes kieséses szakasz | Döntő         | 2023. június 18.        |
| Osztályozó               | 1. mérkőzés   | 2024. március 21–23.    |
| Osztályozó               | 2. mérkőzés   | 2024. március 24–26.    |

## Kiemelés

Az UEFA mind az 55 tagországa részt vett a sorozatban. Egy ligával lejjebb kerültek azok a csapatok, amelyek a 2020–2021-es kiírásban az utolsó helyen végeztek az A és B ligában, továbbá a C liga osztályozóinak vesztes csapatai. Egy ligával feljebb kerültek a B, C és D liga csoportgyőztesei. A többi csapat ugyanabban a ligában maradt.
Az UEFA Végrehajtó Bizottsága 2021. szeptember 22-én a Chișinăuban tartott ülésén jóváhagyta a kiemelést és a sorsolás rendjét.
A csapatok az egyes ligákban a következők szerint vesznek részt a 2020–2021-es UEFA Nemzetek Ligája összesített rangsora alapján:
|  | Az előző kiírásból feljutott |
|  | Az előző kiírásból kiesett   |

| Kalap | Csapat        | Előző | Hely. |
| ----- | ------------- | ----- | ----- |
| 1     | Franciaország |       | 1.    |
| 1     | Spanyolország |       | 2.    |
| 1     | Olaszország   |       | 3.    |
| 1     | Belgium       |       | 4.    |
| 2     | Portugália    |       | 5.    |
| 2     | Hollandia     |       | 6.    |
| 2     | Dánia         |       | 7.    |
| 2     | Németország   |       | 8.    |
| 3     | Anglia        |       | 9.    |
| 3     | Lengyelország |       | 10.   |
| 3     | Horvátország  |       | 11.   |
| 3     | Svájc         |       | 12.   |
| 4     | Wales         |       | 13.   |
| 4     | Ausztria      |       | 14.   |
| 4     | Csehország    |       | 15.   |
| 4     | Magyarország  |       | 16.   |

| Kalap | Csapat              | Előző | Hely. |
| ----- | ------------------- | ----- | ----- |
| 1     | Ukrajna             |       | 17.   |
| 1     | Svédország          |       | 18.   |
| 1     | Bosznia-Hercegovina |       | 19.   |
| 1     | Izland              |       | 20.   |
| 2     | Finnország          |       | 21.   |
| 2     | Norvégia            |       | 22.   |
| 2     | Skócia              |       | 23.   |
| 2     | Oroszország         |       | 24.   |
| 3     | Románia             |       | 25.   |
| 3     | Izrael              |       | 26.   |
| 3     | Szerbia             |       | 27.   |
| 3     | Írország            |       | 28.   |
| 4     | Szlovénia           |       | 29.   |
| 4     | Montenegró          |       | 30.   |
| 4     | Albánia             |       | 31.   |
| 4     | Örményország        |       | 32.   |

| Kalap | Csapat           | Előző | Hely. |
| ----- | ---------------- | ----- | ----- |
| 1     | Törökország      |       | 33.   |
| 1     | Szlovákia        |       | 34.   |
| 1     | Bulgária         |       | 35.   |
| 1     | Észak-Írország   |       | 36.   |
| 2     | Görögország      |       | 37.   |
| 2     | Fehéroroszország |       | 38.   |
| 2     | Luxemburg        |       | 39.   |
| 2     | Észak-Macedónia  |       | 40.   |
| 3     | Litvánia         |       | 41.   |
| 3     | Grúzia           |       | 42.   |
| 3     | Azerbajdzsán     |       | 43.   |
| 3     | Koszovó          |       | 44.   |
| 4     | Kazahsztán       |       | 45.   |
| 4     | Ciprus           |       | 46.   |
| 4     | Gibraltár        |       | 47.   |
| 4     | Feröer           |       | 48.   |

| Kalap | Csapat        | Előző | Hely. |
| ----- | ------------- | ----- | ----- |
| 1     | Észtország    |       | 49.   |
| 1     | Moldova       |       | 50.   |
| 1     | Liechtenstein |       | 51.   |
| 1     | Málta         |       | 52.   |
| 2     | Lettország    |       | 53.   |
| 2     | San Marino    |       | 54.   |
| 2     | Andorra       |       | 55.   |

1. 1 2 3 4  Ciprus, Észország, Kazahsztán és Moldova osztályozót játszottak. Az osztályozók eredményei a sorsolás időpontjában ismeretlenek voltak.

A csoportok sorsolását Nyonban, Svájcban tartották 2021. december 16-án, közép-európai idő szerint 18 órától. A sorsolás eredeti helyszíne Montreux lett volna.
Mivel a mérkőzéseket júniusban és szeptemberben játszották, ezért nem volt a téli helyszínekre vonatkozó korlátozás. Politikai okok miatt Oroszország és Ukrajna nem kerülhetett azonos csoportba. A földrajzi távolság és az ebből következő hosszú utazás miatt csoportonként legfeljebb egy párosítás lehetett a következőkből: Andorra és Kazahsztán, Málta és Kazahsztán, Észak-Írország és Kazahsztán, Gibraltár és Azerbajdzsán, Örményország és Izland, Izrael és Izland.

## A liga

### 1. csoport
| Hely. | Csapat        | M | Gy | D | V | G+ | G– | Gk | P  | Feljutás vagy kiesés                            |     | Horvátország | Dánia | Franciaország | Ausztria |
| ----- | ------------- | - | -- | - | - | -- | -- | -- | -- | ----------------------------------------------- | --- | ------------ | ----- | ------------- | -------- |
| 1.    | Horvátország  | 6 | 4  | 1 | 1 | 8  | 6  | +2 | 13 | Továbbjutott a Nemzetek Ligája négyes döntőjébe |     | —            | 2–1   | 1–1           | 0–3      |
| 2.    | Dánia         | 6 | 4  | 0 | 2 | 9  | 5  | +4 | 12 |                                                 |     | 0–1          | —     | 2–0           | 2–0      |
| 3.    | Franciaország | 6 | 1  | 2 | 3 | 5  | 7  | −2 | 5  |                                                 | 0–1 | 1–2          | —     | 2–0           |          |
| 4.    | Ausztria      | 6 | 1  | 1 | 4 | 6  | 10 | −4 | 4  | Kiesett a B ligába                              |     | 1–3          | 1–2   | 1–1           | —        |

### 2. csoport
| Hely. | Csapat        | M | Gy | D | V | G+ | G– | Gk | P  | Feljutás vagy kiesés                            |     | Spanyolország | Portugália | Svájc | Csehország |
| ----- | ------------- | - | -- | - | - | -- | -- | -- | -- | ----------------------------------------------- | --- | ------------- | ---------- | ----- | ---------- |
| 1.    | Spanyolország | 6 | 3  | 2 | 1 | 8  | 5  | +3 | 11 | Továbbjutott a Nemzetek Ligája négyes döntőjébe |     | —             | 1–1        | 1–2   | 2–0        |
| 2.    | Portugália    | 6 | 3  | 1 | 2 | 11 | 3  | +8 | 10 |                                                 |     | 0–1           | —          | 4–0   | 2–0        |
| 3.    | Svájc         | 6 | 3  | 0 | 3 | 6  | 9  | −3 | 9  |                                                 | 0–1 | 1–0           | —          | 2–1   |            |
| 4.    | Csehország    | 6 | 1  | 1 | 4 | 5  | 13 | −8 | 4  | Kiesett a B ligába                              |     | 2–2           | 0–4        | 2–1   | —          |

### 3. csoport
| Hely. | Csapat       | M | Gy | D | V | G+ | G– | Gk | P  | Feljutás vagy kiesés                            |     | Olaszország | Magyarország | Németország | Anglia |
| ----- | ------------ | - | -- | - | - | -- | -- | -- | -- | ----------------------------------------------- | --- | ----------- | ------------ | ----------- | ------ |
| 1.    | Olaszország  | 6 | 3  | 2 | 1 | 8  | 7  | +1 | 11 | Továbbjutott a Nemzetek Ligája négyes döntőjébe |     | —           | 2–1          | 1–1         | 1–0    |
| 2.    | Magyarország | 6 | 3  | 1 | 2 | 8  | 5  | +3 | 10 |                                                 |     | 0–2         | —            | 1–1         | 1–0    |
| 3.    | Németország  | 6 | 1  | 4 | 1 | 8  | 7  | +1 | 7  |                                                 | 5–2 | 0–1         | —            | 1–1         |        |
| 4.    | Anglia       | 6 | 0  | 3 | 3 | 1  | 7  | −6 | 3  | Kiesett a B ligába                              |     | 0–0         | 0–4          | 3–3         | —      |

### 4. csoport
| Hely. | Csapat        | M | Gy | D | V | G+ | G– | Gk | P  | Feljutás vagy kiesés                            |     | Hollandia | Belgium | Lengyelország | Wales |
| ----- | ------------- | - | -- | - | - | -- | -- | -- | -- | ----------------------------------------------- | --- | --------- | ------- | ------------- | ----- |
| 1.    | Hollandia     | 6 | 5  | 1 | 0 | 14 | 6  | +8 | 16 | Továbbjutott a Nemzetek Ligája négyes döntőjébe |     | —         | 1–0     | 2–2           | 3–2   |
| 2.    | Belgium       | 6 | 3  | 1 | 2 | 11 | 8  | +3 | 10 |                                                 |     | 1–4       | —       | 6–1           | 2–1   |
| 3.    | Lengyelország | 6 | 2  | 1 | 3 | 6  | 12 | −6 | 7  |                                                 | 0–2 | 0–1       | —       | 2–1           |       |
| 4.    | Wales         | 6 | 0  | 1 | 5 | 6  | 11 | −5 | 1  | Kiesett a B ligába                              |     | 1–2       | 1–1     | 0–1           | —     |

### Egyenes kieséses szakasz
Az egyenes kieséses szakaszban a Nemzetek Ligája A ligájának négy csoportgyőztese vesz részt. Az egyenes kieséses szakasz 4 mérkőzésből áll: két elődöntő, a bronzmérkőzés és a döntő. A párosításokat 2023. január 25-én sorsolták, kiemelés nem volt. A rendező csapat az 1. elődöntő pályaválasztója. A bronzmérkőzés és a döntő hivatalos pályaválasztói az 1. elődöntő résztvevői.

#### Ágrajz
|  |               |               |               |               |       |              |              |       |
|  | Elődöntők     | Elődöntők     | Elődöntők     |               |       | Döntő        | Döntő        | Döntő |
|  | Elődöntők     | Elődöntők     | Elődöntők     |               |       | Döntő        | Döntő        | Döntő |
|  | június 14.    |               |               |               |       |              |              |       |
|  |               |               |               |               |       |              |              |       |
|  | Hollandia     | Hollandia     | 2             |               |       |              |              |       |
|  | Hollandia     | Hollandia     | 2             | június 18.    |       |              |              |       |
|  | Horvátország  | Horvátország  | 4             |               |       |              |              |       |
|  | Horvátország  | Horvátország  | 4             |               |       | Horvátország | Horvátország | 0 (4) |
|  | június 15.    |               |               |               |       | Horvátország | Horvátország | 0 (4) |
|  |               |               | Spanyolország | Spanyolország | 0 (5) |              |              |       |
|  | Spanyolország | Spanyolország | Spanyolország | Spanyolország | 0 (5) | 2            |              |       |
|  | Spanyolország | Spanyolország |               |               |       |              |              |       |
|  | Olaszország   | Olaszország   | 1             |               |       |              |              |       |
|  | Olaszország   | Olaszország   | 1             | Bronzmérkőzés |       |              |              |       |
|  |               |               |               |               |       |              |              |       |
|  | június 18.    |               |               |               |       |              |              |       |
|  |               |               |               |               |       |              |              |       |
|  | Hollandia     | Hollandia     | 2             |               |       |              |              |       |
|  | Hollandia     | Hollandia     | 2             |               |       |              |              |       |
|  | Olaszország   | Olaszország   | 3             |               |       |              |              |       |
|  | Olaszország   | Olaszország   | 3             |               |       |              |              |       |

#### Elődöntők
| 2023. június 14. 20:45 |

| Hollandia            | 2–4                         | Horvátország                                                            |
| -------------------- | --------------------------- | ----------------------------------------------------------------------- |
| Malen 34' Lang 90+6' | (1–0, 2–2, 2–3) Jegyzőkönyv | Kramarić 55' (11-esből) Pašalić 72' Petković 98' Modrić 116' (11-esből) |

| De Kuip, Rotterdam Nézőszám: 9359 Játékvezető: Kovács István (román) |

| 2023. június 15. 20:45 |

| Spanyolország      | 2–1               | Olaszország             |
| ------------------ | ----------------- | ----------------------- |
| Pino 3' Joselu 88' | (1–1) Jegyzőkönyv | Immobile 11' (11-esből) |

| De Grolsch Veste, Enschede Nézőszám: 4558 Játékvezető: Slavko Vinčić (szlovén) |

#### Bronzmérkőzés
| 2023. június 18. 15:00 |

| Hollandia                  | 2–3               | Olaszország                        |
| -------------------------- | ----------------- | ---------------------------------- |
| Bergwijn 68' Wijnaldum 90' | (0–2) Jegyzőkönyv | Dimarco 6' Frattesi 20' Chiesa 72' |

| De Grolsch Veste, Enschede Játékvezető: Glenn Nyberg (svéd) |

#### Döntő
| 2023. június 18. 20:45 |

| Horvátország                                  | 0–0 (h. u.) | Spanyolország                                |
| --------------------------------------------- | ----------- | -------------------------------------------- |
|                                               | Jegyzőkönyv |                                              |
| Büntetőpárbaj                                 |             |                                              |
| Vlašić Brozović Modrić Majer Perišić Petković | 4–5         | Joselu Rodri Merino Asensio Laporte Carvajal |

| De Kuip, Rotterdam Játékvezető: Felix Zwayer (német) |

## B liga

### 1. csoport
| Hely. | Csapat       | M | Gy | D | V | G+ | G– | Gk  | P  | Feljutás vagy kiesés  |     | Skócia | Ukrajna | Írország | Örményország |
| ----- | ------------ | - | -- | - | - | -- | -- | --- | -- | --------------------- | --- | ------ | ------- | -------- | ------------ |
| 1.    | Skócia       | 6 | 4  | 1 | 1 | 11 | 5  | +6  | 13 | Feljutott az A ligába |     | —      | 3–0     | 2–1      | 2–0          |
| 2.    | Ukrajna      | 6 | 3  | 2 | 1 | 10 | 4  | +6  | 11 |                       |     | 0–0    | —       | 1–1      | 3–0          |
| 3.    | Írország     | 6 | 2  | 1 | 3 | 8  | 7  | +1  | 7  |                       | 3–0 | 0–1    | —       | 3–2      |              |
| 4.    | Örményország | 6 | 1  | 0 | 5 | 4  | 17 | −13 | 3  | Kiesett a C ligába    |     | 1–4    | 0–5     | 1–0      | —            |

### 2. csoport
| Hely. | Csapat      | M | Gy | D | V | G+ | G– | Gk | P | Feljutás vagy kiesés  |     | Izrael  | Izland  | Albánia | Oroszország |
| ----- | ----------- | - | -- | - | - | -- | -- | -- | - | --------------------- | --- | ------- | ------- | ------- | ----------- |
| 1.    | Izrael      | 4 | 2  | 2 | 0 | 8  | 6  | +2 | 8 | Feljutott az A ligába |     | —       | 2–2     | 2–1     | törölve     |
| 2.    | Izland      | 4 | 0  | 4 | 0 | 6  | 6  | 0  | 4 |                       |     | 2–2     | —       | 1–1     | törölve     |
| 3.    | Albánia     | 4 | 0  | 2 | 2 | 4  | 6  | −2 | 2 |                       | 1–2 | 1–1     | —       | törölve |             |
| 4.    | Oroszország | 0 | 0  | 0 | 0 | 0  | 0  | 0  | 0 | Kizárták              |     | törölve | törölve | törölve | —           |

1. ↑  2022. május 2-án az UEFA bejelentette, hogy Oroszországot kizárja.[11]

### 3. csoport
| Hely. | Csapat              | M | Gy | D | V | G+ | G– | Gk | P  | Feljutás vagy kiesés  |     | Bosznia-Hercegovina | Finnország | Montenegró | Románia |
| ----- | ------------------- | - | -- | - | - | -- | -- | -- | -- | --------------------- | --- | ------------------- | ---------- | ---------- | ------- |
| 1.    | Bosznia-Hercegovina | 6 | 3  | 2 | 1 | 8  | 8  | 0  | 11 | Feljutott az A ligába |     | —                   | 3–2        | 1–0        | 1–0     |
| 2.    | Finnország          | 6 | 2  | 2 | 2 | 8  | 6  | +2 | 8  |                       |     | 1–1                 | —          | 2–0        | 1–1     |
| 3.    | Montenegró          | 6 | 2  | 1 | 3 | 6  | 6  | 0  | 7  |                       | 1–1 | 0–2                 | —          | 2–0        |         |
| 4.    | Románia             | 6 | 2  | 1 | 3 | 6  | 8  | −2 | 7  | Kiesett a C ligába    |     | 4–1                 | 1–0        | 0–3        | —       |

### 4. csoport
| Hely. | Csapat     | M | Gy | D | V | G+ | G– | Gk | P  | Feljutás vagy kiesés  |     | Szerbia | Norvégia | Szlovénia | Svédország |
| ----- | ---------- | - | -- | - | - | -- | -- | -- | -- | --------------------- | --- | ------- | -------- | --------- | ---------- |
| 1.    | Szerbia    | 6 | 4  | 1 | 1 | 13 | 5  | +8 | 13 | Feljutott az A ligába |     | —       | 0–1      | 4–1       | 4–1        |
| 2.    | Norvégia   | 6 | 3  | 1 | 2 | 7  | 7  | 0  | 10 |                       |     | 0–2     | —        | 0–0       | 3–2        |
| 3.    | Szlovénia  | 6 | 1  | 3 | 2 | 6  | 10 | −4 | 6  |                       | 2–2 | 2–1     | —        | 0–2       |            |
| 4.    | Svédország | 6 | 1  | 1 | 4 | 7  | 11 | −4 | 4  | Kiesett a C ligába    |     | 0–1     | 1–2      | 1–1       | —          |

## C liga

### 1. csoport
| Hely. | Csapat      | M | Gy | D | V | G+ | G– | Gk  | P  | Feljutás vagy kiesés |     | Törökország | Luxemburg | Feröer | Litvánia |
| ----- | ----------- | - | -- | - | - | -- | -- | --- | -- | -------------------- | --- | ----------- | --------- | ------ | -------- |
| 1.    | Törökország | 6 | 4  | 1 | 1 | 18 | 5  | +13 | 13 | Feljutott a B ligába |     | —           | 3–3       | 4–0    | 2–0      |
| 2.    | Luxemburg   | 6 | 3  | 2 | 1 | 9  | 7  | +2  | 11 |                      |     | 0–2         | —         | 2–2    | 1–0      |
| 3.    | Feröer      | 6 | 2  | 2 | 2 | 7  | 10 | −3  | 8  |                      | 2–1 | 0–1         | —         | 2–1    |          |
| 4.    | Litvánia    | 6 | 0  | 1 | 5 | 2  | 14 | −12 | 1  | Osztályozót játszott |     | 0–6         | 0–2       | 1–1    | —        |

### 2. csoport
| Hely. | Csapat         | M | Gy | D | V | G+ | G– | Gk | P  | Feljutás vagy kiesés |     | Görögország | Koszovó | Észak-Írország | Ciprusi Köztársaság |
| ----- | -------------- | - | -- | - | - | -- | -- | -- | -- | -------------------- | --- | ----------- | ------- | -------------- | ------------------- |
| 1.    | Görögország    | 6 | 5  | 0 | 1 | 10 | 2  | +8 | 15 | Feljutott a B ligába |     | —           | 2–0     | 3–1            | 3–0                 |
| 2.    | Koszovó        | 6 | 3  | 0 | 3 | 11 | 8  | +3 | 9  |                      |     | 0–1         | —       | 3–2            | 5–1                 |
| 3.    | Észak-Írország | 6 | 1  | 2 | 3 | 7  | 10 | −3 | 5  |                      | 0–1 | 2–1         | —       | 2–2            |                     |
| 4.    | Ciprus         | 6 | 1  | 2 | 3 | 4  | 12 | −8 | 5  |                      | 1–0 | 0–2         | 0–0     | —              |                     |

### 3. csoport
| Hely. | Csapat           | M | Gy | D | V | G+ | G– | Gk | P  | Feljutás vagy kiesés |     | Kazahsztán | Azerbajdzsán | Szlovákia | Fehéroroszország |
| ----- | ---------------- | - | -- | - | - | -- | -- | -- | -- | -------------------- | --- | ---------- | ------------ | --------- | ---------------- |
| 1.    | Kazahsztán       | 6 | 4  | 1 | 1 | 8  | 6  | +2 | 13 | Feljutott a B ligába |     | —          | 2–0          | 2–1       | 2–1              |
| 2.    | Azerbajdzsán     | 6 | 3  | 1 | 2 | 7  | 4  | +3 | 10 |                      |     | 3–0        | —            | 0–1       | 2–0              |
| 3.    | Szlovákia        | 6 | 2  | 1 | 3 | 5  | 6  | −1 | 7  |                      | 0–1 | 1–2        | —            | 1–1       |                  |
| 4.    | Fehéroroszország | 6 | 0  | 3 | 3 | 3  | 7  | −4 | 3  |                      | 1–1 | 0–0        | 0–1          | —         |                  |

### 4. csoport
| Hely. | Csapat          | M | Gy | D | V | G+ | G– | Gk  | P  | Feljutás vagy kiesés |     | Grúzia | Bulgária | Észak-Macedónia | Gibraltár (brit tengerentúli terület) |
| ----- | --------------- | - | -- | - | - | -- | -- | --- | -- | -------------------- | --- | ------ | -------- | --------------- | ------------------------------------- |
| 1.    | Grúzia          | 6 | 5  | 1 | 0 | 16 | 3  | +13 | 16 | Feljutott a B ligába |     | —      | 0–0      | 2–0             | 4–0                                   |
| 2.    | Bulgária        | 6 | 2  | 3 | 1 | 10 | 8  | +2  | 9  |                      |     | 2–5    | —        | 1–1             | 5–1                                   |
| 3.    | Észak-Macedónia | 6 | 2  | 1 | 3 | 7  | 7  | 0   | 7  |                      | 0–3 | 0–1    | —        | 4–0             |                                       |
| 4.    | Gibraltár       | 6 | 0  | 1 | 5 | 3  | 18 | −15 | 1  | Osztályozót játszott |     | 1–2    | 1–1      | 0–2             | —                                     |

### A negyedik helyezettek rangsora
| Hely. | Cs | Csapat           | M | Gy | D | V | G+ | G– | Gk  | P | Továbbjutás          |
| ----- | -- | ---------------- | - | -- | - | - | -- | -- | --- | - | -------------------- |
| 1.    | C2 | Ciprus           | 6 | 1  | 2 | 3 | 4  | 12 | −8  | 5 |                      |
| 2.    | C3 | Fehéroroszország | 6 | 0  | 3 | 3 | 3  | 7  | −4  | 3 |                      |
| 3.    | C1 | Litvánia         | 6 | 0  | 1 | 5 | 2  | 14 | −12 | 1 | Osztályozót játszott |
| 4.    | C4 | Gibraltár        | 6 | 0  | 1 | 5 | 3  | 18 | −15 | 1 | Osztályozót játszott |

### Osztályozó
| 1. csapat | Össz. | 2. csapat | 1. mérk. | 2. mérk. |
| --------- | ----- | --------- | -------- | -------- |
| Gibraltár | 0–2   | Litvánia  | 0–1      | 0–1      |

## D liga

### 1. csoport
| Hely. | Csapat        | M | Gy | D | V | G+ | G– | Gk  | P  | Feljutás             |     | Lettország | Moldova | Andorra | Liechtenstein |
| ----- | ------------- | - | -- | - | - | -- | -- | --- | -- | -------------------- | --- | ---------- | ------- | ------- | ------------- |
| 1.    | Lettország    | 6 | 4  | 1 | 1 | 12 | 5  | +7  | 13 | Feljutott a C ligába |     | —          | 1–2     | 3–0     | 1–0           |
| 2.    | Moldova       | 6 | 4  | 1 | 1 | 10 | 6  | +4  | 13 |                      |     | 2–4        | —       | 2–1     | 2–0           |
| 3.    | Andorra       | 6 | 2  | 2 | 2 | 6  | 7  | −1  | 8  |                      | 1–1 | 0–0        | —       | 2–1     |               |
| 4.    | Liechtenstein | 6 | 0  | 0 | 6 | 1  | 11 | −10 | 0  |                      | 0–2 | 0–2        | 0–2     | —       |               |

### 2. csoport
| Hely. | Csapat     | M | Gy | D | V | G+ | G– | Gk | P  | Feljutás             |     | Észtország | Málta | San Marino |
| ----- | ---------- | - | -- | - | - | -- | -- | -- | -- | -------------------- | --- | ---------- | ----- | ---------- |
| 1.    | Észtország | 4 | 4  | 0 | 0 | 10 | 2  | +8 | 12 | Feljutott a C ligába |     | —          | 2–1   | 2–0        |
| 2.    | Málta      | 4 | 2  | 0 | 2 | 1  | 4  | −3 | 6  |                      |     | 1–2        | —     | 1–0        |
| 3.    | San Marino | 4 | 0  | 0 | 4 | 0  | 9  | −9 | 0  |                      | 0–4 | 0–2        | —     |            |

## Összesített rangsor
A csapatok eredményei alapján alakult ki a torna végeredménye. A végeredmény alapján történt a csapatok kiemelése a 2024-es Európa-bajnokság selejtezőcsoportjainak sorsolásához.
| Hely. | Cs | Csapat        | M | Gy | D | V | G+ | G– | Gk | P  |
| ----- | -- | ------------- | - | -- | - | - | -- | -- | -- | -- |
| 1.    | A2 | Spanyolország | 6 | 3  | 2 | 1 | 8  | 5  | +3 | 11 |
| 2.    | A1 | Horvátország  | 6 | 4  | 1 | 1 | 8  | 6  | +2 | 13 |
| 3.    | A3 | Olaszország   | 6 | 3  | 2 | 1 | 8  | 7  | +1 | 11 |
| 4.    | A4 | Hollandia     | 6 | 5  | 1 | 0 | 14 | 6  | +8 | 16 |
|       |    |               |   |    |   |   |    |    |    |    |
| 5.    | A1 | Dánia         | 6 | 4  | 0 | 2 | 9  | 5  | +4 | 12 |
| 6.    | A2 | Portugália    | 6 | 3  | 1 | 2 | 11 | 3  | +8 | 10 |
| 7.    | A4 | Belgium       | 6 | 3  | 1 | 2 | 11 | 8  | +3 | 10 |
| 8.    | A3 | Magyarország  | 6 | 3  | 1 | 2 | 8  | 5  | +3 | 10 |
|       |    |               |   |    |   |   |    |    |    |    |
| 9.    | A2 | Svájc         | 6 | 3  | 0 | 3 | 6  | 9  | −3 | 9  |
| 10.   | A3 | Németország   | 6 | 1  | 4 | 1 | 11 | 9  | +2 | 7  |
| 11.   | A4 | Lengyelország | 6 | 2  | 1 | 3 | 6  | 12 | −6 | 7  |
| 12.   | A1 | Franciaország | 6 | 1  | 2 | 3 | 5  | 7  | −2 | 5  |
|       |    |               |   |    |   |   |    |    |    |    |
| 13.   | A1 | Ausztria      | 6 | 1  | 1 | 4 | 6  | 10 | −4 | 4  |
| 14.   | A2 | Csehország    | 6 | 1  | 1 | 4 | 5  | 13 | −8 | 4  |
| 15.   | A3 | Anglia        | 6 | 0  | 3 | 3 | 4  | 10 | −6 | 3  |
| 16.   | A4 | Wales         | 6 | 0  | 1 | 5 | 6  | 11 | −5 | 1  |

| Hely. | Cs | Csapat              | M | Gy | D | V | G+ | G– | Gk  | P |
| ----- | -- | ------------------- | - | -- | - | - | -- | -- | --- | - |
| 17.   | B2 | Izrael              | 4 | 2  | 2 | 0 | 8  | 6  | +2  | 8 |
| 18.   | B3 | Bosznia-Hercegovina | 4 | 2  | 2 | 0 | 6  | 4  | +2  | 8 |
| 19.   | B4 | Szerbia             | 4 | 2  | 1 | 1 | 8  | 4  | +4  | 7 |
| 20.   | B1 | Skócia              | 4 | 2  | 1 | 1 | 5  | 4  | +1  | 7 |
|       |    |                     |   |    |   |   |    |    |     |   |
| 21.   | B3 | Finnország          | 4 | 2  | 1 | 1 | 7  | 4  | +3  | 7 |
| 22.   | B1 | Ukrajna             | 4 | 1  | 2 | 1 | 2  | 4  | −2  | 5 |
| 23.   | B2 | Izland              | 4 | 0  | 4 | 0 | 6  | 6  | 0   | 4 |
| 24.   | B4 | Norvégia            | 4 | 1  | 1 | 2 | 2  | 4  | −2  | 4 |
|       |    |                     |   |    |   |   |    |    |     |   |
| 25.   | B4 | Szlovénia           | 4 | 1  | 2 | 1 | 5  | 7  | −2  | 5 |
| 26.   | B1 | Írország            | 4 | 1  | 1 | 2 | 5  | 4  | +1  | 4 |
| 27.   | B2 | Albánia             | 4 | 0  | 2 | 2 | 4  | 6  | −2  | 2 |
| 28.   | B3 | Montenegró          | 4 | 0  | 1 | 3 | 1  | 6  | −5  | 1 |
|       |    |                     |   |    |   |   |    |    |     |   |
| 29.   | B3 | Románia             | 6 | 2  | 1 | 3 | 6  | 8  | −2  | 7 |
| 30.   | B4 | Svédország          | 6 | 1  | 0 | 5 | 6  | 12 | −6  | 3 |
| 31.   | B1 | Örményország        | 6 | 1  | 0 | 5 | 4  | 17 | −13 | 3 |
| 32.   | B2 | Oroszország         | 0 | 0  | 0 | 0 | 0  | 0  | 0   | 0 |

| Hely. | Cs | Csapat           | M | Gy | D | V | G+ | G– | Gk  | P  |
| ----- | -- | ---------------- | - | -- | - | - | -- | -- | --- | -- |
| 33.   | C4 | Grúzia           | 6 | 5  | 1 | 0 | 16 | 3  | +13 | 16 |
| 34.   | C2 | Görögország      | 6 | 5  | 0 | 1 | 10 | 2  | +8  | 15 |
| 35.   | C1 | Törökország      | 6 | 4  | 1 | 1 | 18 | 5  | +13 | 13 |
| 36.   | C3 | Kazahsztán       | 6 | 4  | 1 | 1 | 8  | 6  | +2  | 13 |
|       |    |                  |   |    |   |   |    |    |     |    |
| 37.   | C1 | Luxemburg        | 6 | 3  | 2 | 1 | 9  | 7  | +2  | 11 |
| 38.   | C3 | Azerbajdzsán     | 6 | 3  | 1 | 2 | 7  | 4  | +3  | 10 |
| 39.   | C2 | Koszovó          | 6 | 3  | 0 | 3 | 11 | 8  | +3  | 9  |
| 40.   | C4 | Bulgária         | 6 | 2  | 3 | 1 | 10 | 8  | +2  | 9  |
|       |    |                  |   |    |   |   |    |    |     |    |
| 41.   | C1 | Feröer           | 6 | 2  | 2 | 2 | 7  | 10 | −3  | 8  |
| 42.   | C4 | Észak-Macedónia  | 6 | 2  | 1 | 3 | 7  | 7  | 0   | 7  |
| 43.   | C3 | Szlovákia        | 6 | 2  | 1 | 3 | 5  | 6  | −1  | 7  |
| 44.   | C2 | Észak-Írország   | 6 | 1  | 2 | 3 | 7  | 10 | −3  | 5  |
|       |    |                  |   |    |   |   |    |    |     |    |
| 45.   | C2 | Ciprus           | 6 | 1  | 2 | 3 | 4  | 12 | −8  | 5  |
| 46.   | C3 | Fehéroroszország | 6 | 0  | 3 | 3 | 3  | 7  | −4  | 3  |
| 47.   | C1 | Litvánia         | 6 | 0  | 1 | 5 | 2  | 14 | −12 | 1  |
| 48.   | C4 | Gibraltár        | 6 | 0  | 1 | 5 | 3  | 18 | −15 | 1  |

| Hely. | Cs | Csapat        | M | Gy | D | V | G+ | G– | Gk  | P  |
| ----- | -- | ------------- | - | -- | - | - | -- | -- | --- | -- |
| 49.   | D2 | Észtország    | 4 | 4  | 0 | 0 | 10 | 2  | +8  | 12 |
| 50.   | D1 | Lettország    | 4 | 2  | 1 | 1 | 9  | 5  | +4  | 7  |
|       |    |               |   |    |   |   |    |    |     |    |
| 51.   | D1 | Moldova       | 4 | 2  | 1 | 1 | 6  | 6  | 0   | 7  |
| 52.   | D2 | Málta         | 4 | 2  | 0 | 2 | 5  | 4  | +1  | 6  |
|       |    |               |   |    |   |   |    |    |     |    |
| 53.   | D1 | Andorra       | 4 | 0  | 2 | 2 | 2  | 6  | −4  | 2  |
| 54.   | D2 | San Marino    | 4 | 0  | 0 | 4 | 0  | 9  | −9  | 0  |
|       |    |               |   |    |   |   |    |    |     |    |
| 55.   | D1 | Liechtenstein | 6 | 0  | 0 | 6 | 1  | 11 | −10 | 0  |

## 2024-es Európa-bajnokság, pótselejtezők
Azok a csapatok, amelyek a 2024-es Európa-bajnokság selejtezőjéből nem jutnak ki az Eb-re, pótselejtezőn szerezhetnek részvételi jogot. A Nemzetek Ligája A, B és C ligája egy helyet biztosít a maradék három kiadó helyre. A ligákból az a legjobb négy csapat, amely nem jut ki az Európa-bajnokságra részt vehet a pótselejtezőn, melyeket 2024 márciusában játszanak. Elsősorban a ligák csoportgyőztesei játszhatnak pótselejtezőt, de ha egy csoportgyőztes már a Eb-selejtezőből kijutott, akkor az adott liga következő legjobb helyezettje kap helyet a pótselejtezőben. Ha valamelyik ligából kevesebb mint négy csapat nem jutott ki a selejtezőből, akkor először a D liga legjobb csoportgyőztese kap kvótát, kivéve ha kijut a selejtezőn. Ezt követően a pótselejtezős helyeket a Nemzetek Ligája következő legjobb helyezettjei kapják.
A csapatok kiválasztásának eljárása döntötte el, hogy a szabályok alapján mely 12 csapat játszhatott pótselejtezőt. 
| Hely. | Csapat        |
| ----- | ------------- |
| 1. CS | Spanyolország |
| 2. CS | Horvátország  |
| 3. CS | Olaszország   |
| 4. CS | Hollandia     |
| 5.    | Dánia         |
| 6.    | Portugália    |
| 7.    | Belgium       |
| 8.    | Magyarország  |
| 9.    | Svájc         |
| 10.   | Németország   |
| 11.   | Lengyelország |
| 12.   | Franciaország |
| 13.   | Ausztria      |
| 14.   | Csehország    |
| 15.   | Anglia        |
| 16.   | Wales         |

| Hely.  | Csapat              |
| ------ | ------------------- |
| 17. CS | Izrael              |
| 18. CS | Bosznia-Hercegovina |
| 19. CS | Szerbia             |
| 20. CS | Skócia              |
| 21.    | Finnország          |
| 22.    | Ukrajna             |
| 23.    | Izland              |
| 24.    | Norvégia            |
| 25.    | Szlovénia           |
| 26.    | Írország            |
| 27.    | Albánia             |
| 28.    | Montenegró          |
| 29.    | Románia             |
| 30.    | Svédország          |
| 31.    | Örményország        |
| 32.    | Oroszország         |

| Hely.  | Csapat           |
| ------ | ---------------- |
| 33. CS | Grúzia           |
| 34. CS | Görögország      |
| 35. CS | Törökország      |
| 36. CS | Kazahsztán       |
| 37.    | Luxemburg        |
| 38.    | Azerbajdzsán     |
| 39.    | Koszovó          |
| 40.    | Bulgária         |
| 41.    | Feröer           |
| 42.    | Észak-Macedónia  |
| 43.    | Szlovákia        |
| 44.    | Észak-Írország   |
| 45.    | Ciprus           |
| 46.    | Fehéroroszország |
| 47.    | Litvánia         |
| 48.    | Gibraltár        |

| Hely. | Csapat        |
| ----- | ------------- |
| 49. D | Észtország    |
| 50.   | Lettország    |
| 51.   | Moldova       |
| 52.   | Málta         |
| 53.   | Andorra       |
| 54.   | San Marino    |
| 55.   | Liechtenstein |

Jegyzetek
- CS Az A, B, C liga csoportgyőztese
- D A D liga legjobb csoportgyőztese
- Kijutott az Európa-bajnokságra
- A pótselejtezőbe jutott
- Rendezőként kijutott az Európa-bajnokságra
- Kizárták